# 헌병과 유령
《헌병과 유령》(일본어: 憲兵と幽霊)은 1958년 일본의 공포 영화이다. 나카가와 노부오 감독이 연출했고, 아마치 시게루, 나카야마 쇼지, 구보 나오코가 출연했다.

## 줄거리
1941년(쇼와 16년), 의중의 사람이었던 아키코를 부하의 타자와 헌병 사장에게 빼앗겨 질투에 미친 하마시마 헌병 중위는, 기밀 서류 도난의 스파이 죄를 타자와에 입고, 격렬한 고문의 끝에 처형한다. 언론이나 주위에서 비국민과 매혹되어 생활고에 빠지는 타자와의 어머니와 아키코에 하마시마가 다가오고, 타자와의 어머니를 죽게 쫓아 아키코를 정복해 버린다.
하마시마는 아키코에게 질리면 그녀를 버리고 임무로 대륙에 건너, 그 후를 형의 분죄를 맑게 하려고 헌병이 된 다자와 2등병과 하마시마에 복수하려고 하는 아키코가 쫓는다. 우한의 육군사령부에 착임한 하마시마는 중국인의 거물·장각인에게 극비서류를 건네주는 임무에 대해 장의 정부인 홍란과 사랑에 빠지지만 점차 과거 자신이 빠진 자들의 유령에 시달리다 되자 진상을 아는 타카하시 군조를 타자와의 망령과 잘못 죽여버리는 것이었다.

## 출연진
- 아마치 시게루 - 나미시마 중위
- 나카야마 쇼지 - 다자와 오장 / 다자와 이등병
- 구보 나오코 - 다자와 아키코
- 미야타 후미코 - 다자와 시즈
- 시바타 아라타 - 장줴런
- 미하라 요코 - 훙란
- 반리 마사요 - 무희
- 고 비호 - 가수
- 나카무라 아키라 - 고모리 중령
- 무라카미 후지오 - 다카하시 하사
- 구니 소텐 - 김성일